# アストリア-ディトマース・ブールバード駅
アストリア-ディトマース・ブールバード駅（英語: Astoria–Ditmars Boulevard）はクイーンズ区アストリアの31丁目の23番街とディトマース・ブールバードの間に設けられた、ニューヨーク市地下鉄BMTアストリア線の北側の終端駅である。終日N系統が発着し、平日にはW系統も発着する。

## 歴史
アストリア-ディトマース・ブールバード駅は1917年2月1日にアストリア線の全線開業に合わせてIRTの駅として開業した。BRT（後のBMT）も接続していた。フランク・ダウリング市会議長、公共サービス委員会のホッジス委員長と委員会の職員多数、IRTのションツ社長と秘書数名、クイーンズ区のコノリー区長といった数々の要人が初乗車に臨んだ。公共サービス委員達はアストリア線をディトマース・ブールバードやスタインウェイ・ストリートまで延伸する必要性を指摘した。一般営業はその日午後から始まった。開業当時はディトマース・ブールバードは2番街（Second Avenue）と呼ばれていたため、駅名も2番街駅になっていた。
1949年にIRTとBMTの接続は中止になり、BMTが終日運転を担当するようになった。

## 駅構造
| P プラットホーム階 | 南行線                                     | ← BMTシー・ビーチ線経由コニー・アイランド-スティルウェル・アベニュー駅行き（アストリア・ブールバード駅） ← ホワイトホール・ストリート駅行き（平日）（アストリア・ブールバード駅） |
| P プラットホーム階 | 島式ホーム、到着番線に応じた側のドアが開く | |
| P プラットホーム階 | 南行線                                     | ← BMTシー・ビーチ線経由コニー・アイランド-スティルウェル・アベニュー駅行き（アストリア・ブールバード駅） ← ホワイトホール・ストリート駅行き（平日）（アストリア・ブールバード駅） |
| M                  | メザニン                                   | 改札、駅員詰所、メトロカード自動券売機 |
| G                  | 地上階                                     | 出入口 |

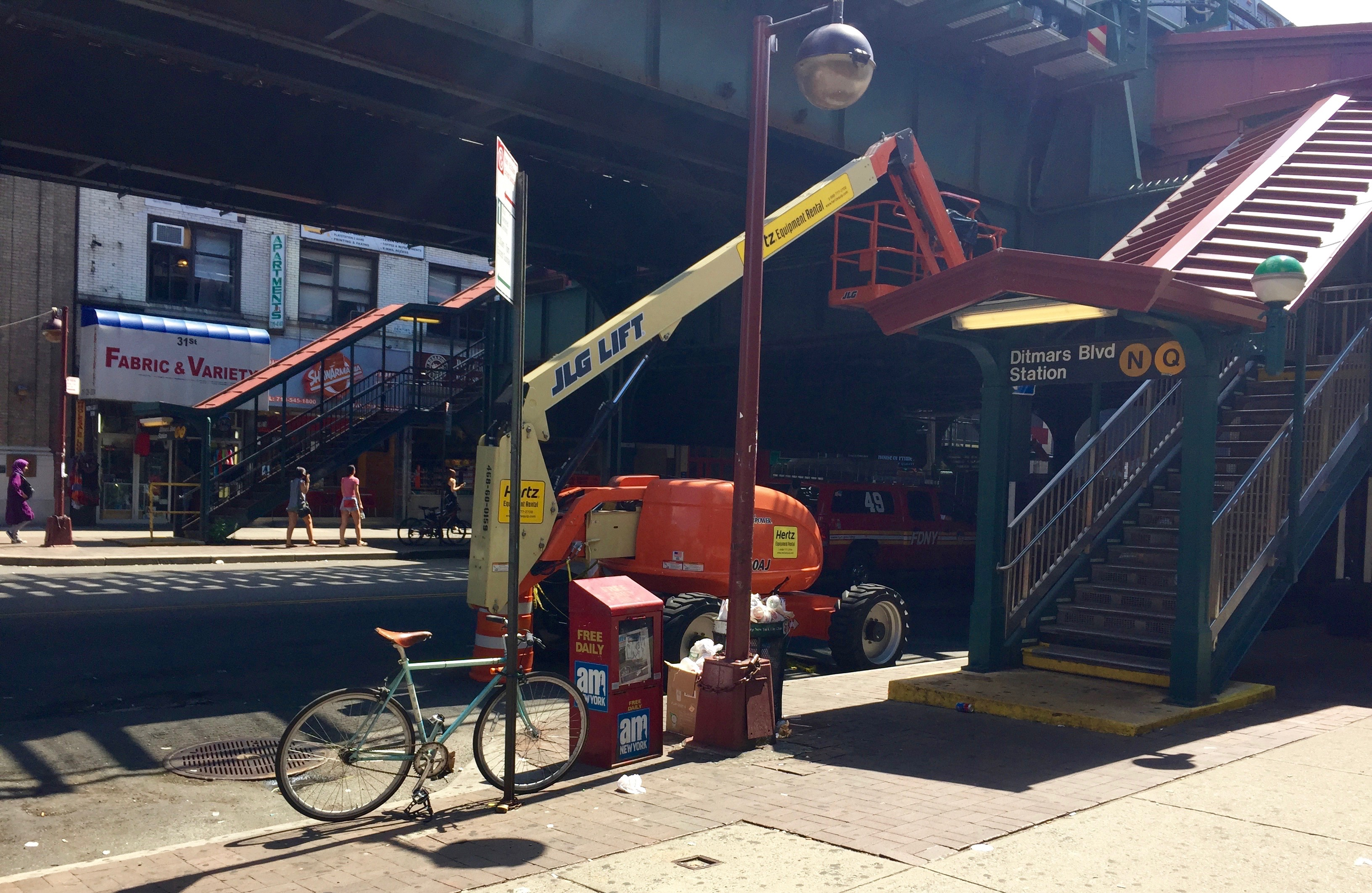
31丁目の階段

アストリア-ディトマース・ブールバード駅は島式ホーム1面2線の駅で、一部がニューヨーク・コネクティング鉄道（NYCR）の下を通っていて、ホーム上屋はNYCRが架かる部分まで延びている。
駅のメザニンは線路とホームのそばにある駅舎だけで、ホームから2人幅の階段2本で上がったところに改札機が一列に並べられ、中央にトークン・ブースが設けられている。改札の外には階段が4本あり、2本は31丁目西側（ディトマース・ブールバードと23番街の間）、もう2本は東側に降りることができる。駅舎の東側には短い屋根付きの歩道橋があり、隣のゲイリー・ビルの2階にあるディトマース・プラザ・ミニ・モールに繋がっている。ここには通りに降りる階段があり、駅のエントランスにもなっている。
線路はホームの北端の車止めで終わっているが、以前はもう何ヤードか先まで延びていた。これは未成線となったベイサイド方面への延伸線の名残で、東に延伸してラガーディア空港に向かうことが考えられていた。